# Unidade de cuidados paliativos

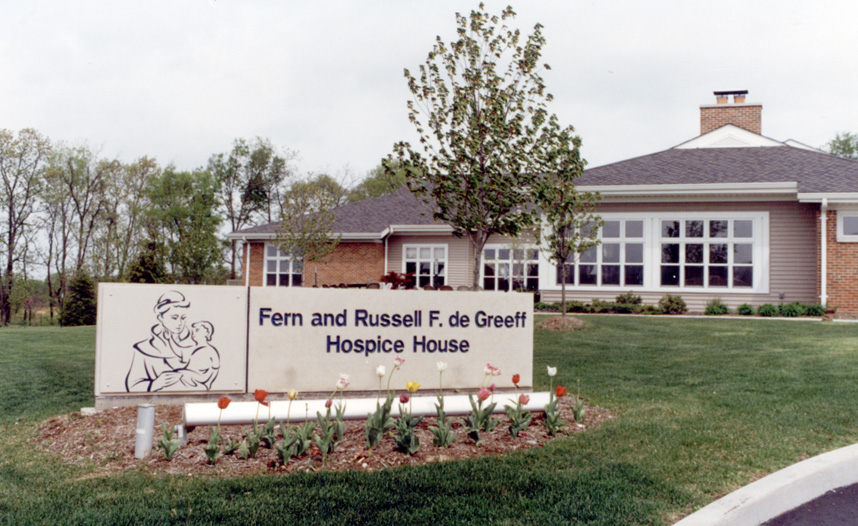
Uma casa de cuidados paliativos no Missouri, nos Estados Unidos.

As Unidades de Cuidados Paliativos, ou hospice em inglês, são instituições de internamento com espaço físico próprio para acompanhamento, tratamento e supervisão clínica a doentes em situação clínica complexa e de sofrimento decorrentes de doença severa e/ou avançada, incurável e progressiva.
O termo, Cuidados Paliativos, é um conjunto de práticas para pacientes em estado de vida terminal com a finalidade de diminuir o sofrimento deste. Normalmente esta prática envolve uma equipe multiprofissional composta por psicólogos, médicos, fonoaudiólogos, nutricionistas, assistentes sociais, enfermeiros, farmacêuticos, fisioterapeutas e os familiares do paciente. Porém, voluntários, cuidadores, administrativos, motoristas, capelães e amigos da família também acompanham e apoiam os membros da família e da equipe em prol do bem-estar do paciente.